# Francis Sabourin
Francis Sabourin (Saint-Parize-le-Châtel, 14 giugno 1861 – ...) è stato uno schermidore francese.
Partecipò ai Giochi della II Olimpiade di Parigi nelle gare di fioretto per maestri, in cui fu eliminato ai ripescaggi, e di spada per maestri, in cui fu eliminato al primo turno.